# Somerville Island, Nunavut
Somerville Island är en ö i Kanada.   Den ligger i territoriet Nunavut, i den norra delen av landet, 3 400 km norr om huvudstaden Ottawa. Arean är 6,9 kvadratkilometer.
Terrängen på Somerville Island är platt. Öns högsta punkt är 64 meter över havet. Den sträcker sig 3,6 kilometer i nord-sydlig riktning, och 3,3 kilometer i öst-västlig riktning.